# شرکت ویرجینیا
شرکت ویرجینیا یک شرکت تجاری انگلیسی بود که توسط پادشاه جیمز یکم در ۱۰ آوریل ۱۶۰۶ با هدف استعمار سواحل شرقی آمریکا منشور شد. این ساحل به نام الیزابت یکم ویرجینیا نام گرفت و از مین امروزی تا کارولیناز امتداد داشت.    سهامداران شرکت لندنی بودند و از شرکت پلیموث که در همان زمان منشور شد و عمدتاً از آقایان اهل پلیموث انگلستان تشکیل شده بود متمایز بود.    
بزرگترین پیشرفت تجاری پس از آن بود که جان رولف، ماجراجو و استعمارگر، چندین گونه شیرین‌تر تنباکو  را از دریای کارائیب معرفی کرد. این تنباکوها محصول جذاب‌تری نسبت به تنباکوی با طعم خشن بومی ویرجینیا به دست آوردند. کشت گونه‌های جدید تنباکوی رولف، محصولی قوی برای صادرات برای شرکت لندن و دیگر مستعمرات اولیه انگلیسی ایجاد کرد و به تعادل کسری تجاری ملی با اسپانیا کمک کرد. این شرکت در سال ۱۶۲۴، به دنبال ویرانی گسترده پس از کشتار بزرگ سال ۱۶۲۲ توسط بومیان این مستعمره، که جمعیت انگلیسی را از بین برد، شکست خورد. در ۲۴ مه، جیمز شرکت را منحل کرد و ویرجینیا را به مستعمره سلطنتی از انگلستان تبدیل کرد  با مستعمره‌نشینان مرد دارای مالکیت که برخی از نمایندگان دولت را از طریق مجلس سطح پایینتر، مجلس برجسس، حفظ کردند. : 90–91 